# Everton Kempes dos Santos Gonçalves
Everton Kempes dos Santos Gonçalves (3 tháng 8 năm 1982 – tháng 11 năm 2016) là một cầu thủ bóng đá người Brasil.

## Sự nghiệp câu lạc bộ
Everton Kempes dos Santos Gonçalves đã từng chơi cho Cerezo Osaka và JEF United Chiba.

## Thống kê câu lạc bộ

### J.League
| Đội              | Năm       | J.League | J.League | J.League Cup | J.League Cup | Tổng cộng | Tổng cộng |
| Đội              | Năm       | Trận     | Bàn      | Trận         | Bàn          | Trận      | Bàn       |
| ---------------- | --------- | -------- | -------- | ------------ | ------------ | --------- | --------- |
| Cerezo Osaka     | 2012      | 27       | 7        | 5            | 1            | 32        | 8         |
| JEF United Chiba | 2013      | 38       | 22       | -            | -            | 38        | 22        |
| JEF United Chiba | 2014      | 33       | 13       | -            | -            | 33        | 13        |
| Tổng cộng        | Tổng cộng | 98       | 42       | 5            | 1            | 103       | 43        |